# Liste der Naturdenkmale in Herzfeld (Eifel)
Die Liste der Naturdenkmale in Herzfeld nennt die im Gemeindegebiet von Herzfeld ausgewiesenen Naturdenkmale (Stand 5. Juni 2024).

## Ehemalige Naturdenkmale
| Nr. | Bezeichnung | Lage                       | Beschreibung                                    | Bild                                    |
| --- | ----------- | -------------------------- | ----------------------------------------------- | --------------------------------------- |
|     | Alte Esche  | Dorfstraße, bei Nr. 2 Lage | Fraxinus excelsior; Rechtsverordnung aufgehoben | Direkt Bild zu diesem Denkmal hochladen |